# Franciszek Dembiński (zm. 1727)
Franciszek Dembiński z Dembian herbu Rawicz (ur. prawdopodobnie w 1660 r., zmarł w maju 1727 r.) – kasztelan sądecki i wojnicki, starosta wolbromski, rotmistrz wojska powiatowego województwa krakowskiego w 1705 roku.
Dziedzic dóbr Imbramowice (dziś Ibramowice), Gruszów i Wola w powiecie proszowickim oraz Witowice w powiecie ksiąskim.
W młodości był towarzyszem pancernym chorągwi królewicza Jakuba Sobieskiego.
W 1690 r. został miecznikiem krakowskim, a od 1696 r. sędzią kapturowym województwa krakowskiego. W latach 1697–1707 r. był kasztelanem sądeckim, a w latach 1707-1727 kasztelanem wojnickim. Otrzymał również starostwo wolbromskie (prawdopodobnie po bracie Andrzeju). Podczas wojny północnej jako przywódca szlachty krakowskiej dowodził chorągwią pancerną, a w 1709 r. otrzymał regiment dragoński. Przystąpił do konfederacji tarnogrodzkiej.